# Phương Hướng
Phương Hướng (tiếng Trung: 方向; sinh tháng 10 năm 1957) là Trung tướng Quân Giải phóng Nhân dân Trung Quốc (PLA). Ông hiện là Ủy viên dự khuyết Ban Chấp hành Trung ương Đảng Cộng sản Trung Quốc khóa XIX, Chính ủy Viện Hàn lâm Khoa học Quân sự Trung Quốc. Ông từng là Chủ nhiệm Bộ Công tác Chính trị Quân chủng Tên lửa Quân Giải phóng Nhân dân Trung Quốc.

## Tiểu sử

### Thân thế
Phương Hướng là người Hán sinh tháng 10 năm 1957, người Thuần An, tỉnh Chiết Giang.

### Sự nghiệp
Năm 2010, Phương Hướng được bổ nhiệm làm Phó Tổng Thư ký Văn phòng Tổng cục Chính trị Quân Giải phóng Nhân dân Trung Quốc. Cùng năm, ông được phong quân hàm Thiếu tướng. Năm 2013, ông được bổ nhiệm giữ chức Cục trưởng Cục Tổ chức, Tổng cục Chính trị Quân Giải phóng Nhân dân Trung Quốc. Tháng 7 năm 2015, Phương Hướng được luân chuyển làm Chủ nhiệm Cục Chính trị Lực lượng Cảnh sát Vũ trang Nhân dân Trung Quốc.
Ngày 31 tháng 12 năm 2015, tại Đại lầu Bát Nhất, Chủ tịch Quân ủy Trung ương Tập Cận Bình tuyên bố thành lập 3 quân chủng mới, là Quân chủng Lục quân, Quân chủng Tên lửa và Quân chủng Chi viện chiến lược. Theo đó Quân chủng Tên lửa được thành lập thay thế cho Quân đoàn Pháo binh số 2 (tiếng Anh: Second Artillery Corps; SAC) trong nhiệm vụ kiểm soát các kho vũ khí hạt nhân. Phương Hướng được bổ nhiệm làm Chủ nhiệm Bộ Công tác Chính trị Quân chủng Tên lửa Quân Giải phóng Nhân dân Trung Quốc. Ngày 1 tháng 8 năm 2016, ông được thăng quân hàm Trung tướng.
Tháng 6 năm 2017, Phương Hướng được bổ nhiệm giữ chức vụ Chính ủy Viện Hàn lâm Khoa học Quân sự Trung Quốc. Ngày 24 tháng 10 năm 2017, tại phiên bế mạc của Đại hội Đảng Cộng sản Trung Quốc lần thứ XIX, ông được bầu làm Ủy viên dự khuyết Ban Chấp hành Trung ương Đảng Cộng sản Trung Quốc khóa XIX.